# 杨潜
杨潜，南宋地方官员。
杨潜曾于1190年接替柳楙任华亭县知县一职，由张颖接任。